# Rivières (Charente)
Rivières é uma comuna francesa na região administrativa da Nova Aquitânia, no departamento de Charente. Estende-se por uma área de 21,54 km². Em 2010 a comuna tinha 2 029 habitantes (densidade: 94,2 hab./km²).